# Dan Kaminsky
Dan Kaminsky   (San Francisco, 7 de febrer de 1979 - San Francisco, 23 d'abril de 2021), va ser un investigador estatunidenc de seguretat informàtica que treballava per a IOActive i anteriorment va treballar per a Cisco i Avaya. Va participar en l'elaboració de l'estàndard del W3C, Do Not Track. Va treballar com a responsable de la prova antiintrusiva. També és conegut per les seves presentacions en les conferències Black Hat. Va descobrir un defecte en el disseny del DNS que permetia suplantar llocs web o interceptar missatges de correu, entre altres coses.

## Fets destacables

### Programari Sony-BMG
Durant el escàndol de protecció de Sony BMG-CD, Dan Kaminsky va utilitzar l'espionatge de la memòria cau DNS per determinar si els servidors havien posat en contacte recentment qualsevol dels dominis de programari que Sony-BMG estava fent servir. Mitjançant aquesta tècnica va poder estimar que hi havia almenys 568.200 xarxes amb ordinadors en els quals estava instal·lat el programari.

### Earthlink i el loopback DNS
L'abril de 2008, Dan Kaminsky va descobrir una greu debilitat en la manera com Earthlink gestionava els errors de bucle de retorn del DNS. La vulnerabilitat també podria afectar altres proveïdors de serveis d'Internet (ISP). Molts ISP s'han acostumat a interceptar missatges informant-los de la inexistència d'un nom de domini i substituir-lo per contingut publicitari. Això va permetre als pirates informàtics configurar dispositius de pesca atacant el servidor responsable de la publicitat i creant enllaços a subdominis inexistents dels llocs objectiu. Dan Kaminsky va demostrar el defecte configurant rickrolls a Facebook i PayPal. Tot i que la debilitat utilitzada inicialment va ser l'ús d'Earthlink del programari BareFruit per a aquests anuncis, Dan Kaminsky va aconseguir demostrar que la debilitat era més general atacant Verizon a través del seu gestor d'anuncis, Paxfire.
Dan Kaminsky va fer públic el defecte quan va saber que Network Solutions també utilitzava un servei similar al d'Earthlink.

### Error al DNS
El juliol de 2008, el CERT va anunciar que Dan Kaminsky havia descobert una debilitat fonamental en el protocol DNS. Podria permetre als atacants participar fàcilment en l'enverinament de la memòria cau DNS a qualsevol servidor DNS. Dan Kaminsky havia estat treballant en secret amb proveïdors de DNS durant diversos mesos per desenvolupar un pedaç, que es va publicar el 8 de juliol de 2008.
El 23 d'abril de 2021, la neboda de Daniel Kaminsky va anunciar la seva mort per diabetis tipus 2.